# Nasmyth (cràter)
Nasmyth és un cràter d'impacte localitzat prop del terminador sud-oest de la Lluna. Està unit al bord sud-oriental del cràter inundat de lava Wargentin, i la seva meitat sud està coberta pel cràter Phocylides de major grandària.

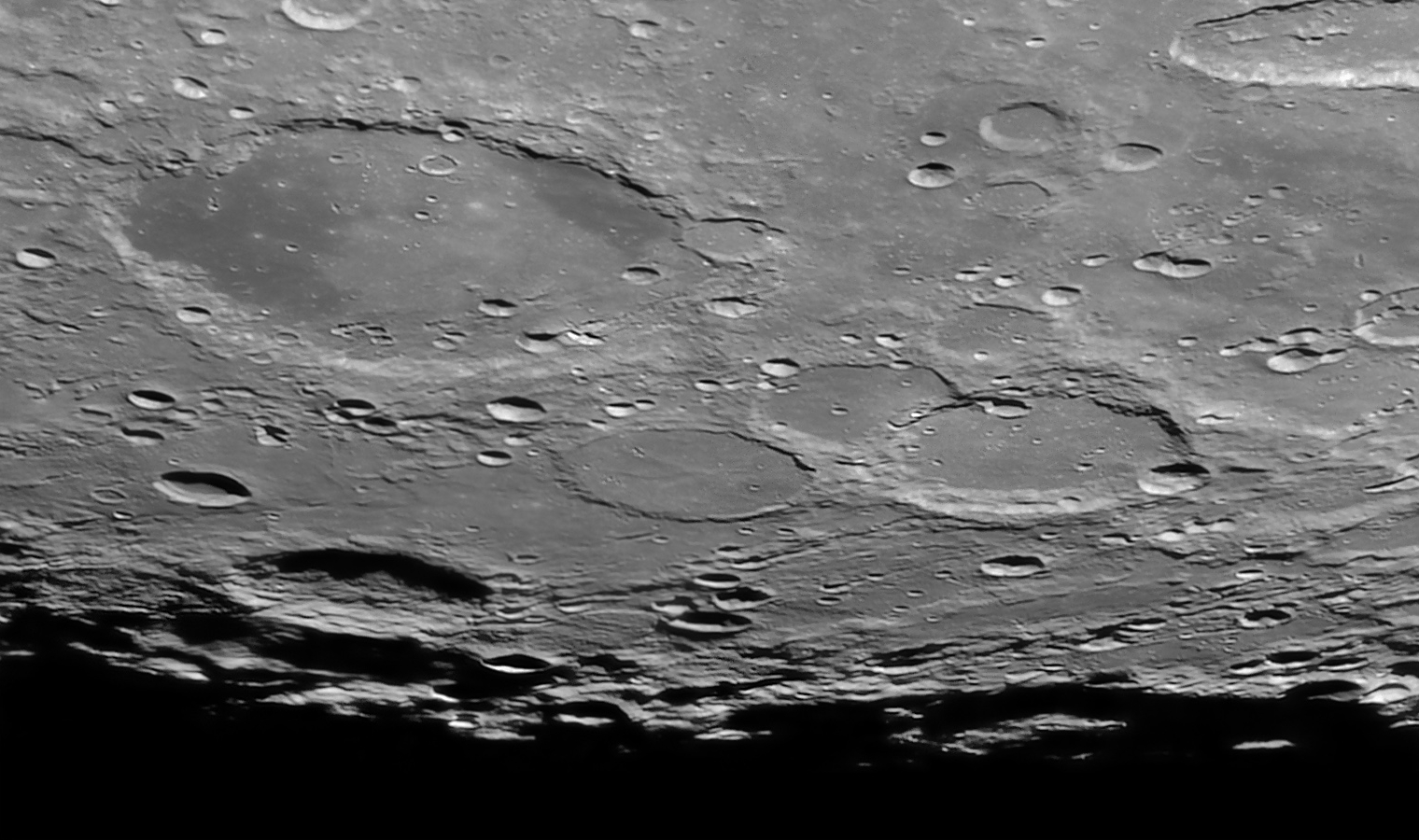
Vista des de la Terra amb Nasmyth, Phocylides, i Wargentin a la dreta i Schickard a dalt a l'esquerra.

La vora de Nasmyth està desgastada i afectada en diverses localitzacions per cràters petits, el més notable d'ells és Nasmyth D que travessa la vora en el seu sector nord. El sòl ha estat inundat per fluxos de lava en el passat, formant una superfície relativament plana i rebaixant el brocal. No presenta un pic central dins del cràter, però el sòl ha sofert alguns impactes que han format petits cràters.
Nasmyth es troba al nord-oest de la Conca Schiller-Zucchius.

## Cràters satèl·lit

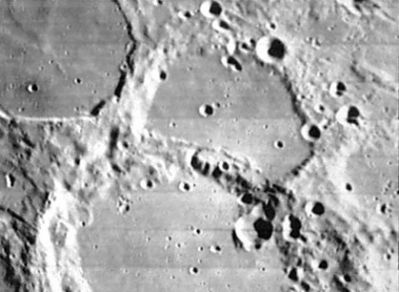
Una altra imatge de la missió Lunar Orbiter 4

Per convenció aquests elements són identificats en els mapes lunars posant la lletra en el costat del punt central del cràter que està més proper a Nasmyth.
|         | \| Nasmyth \| Coordenades \| Diàmetre \| \| ------- \| ------------------------------------ \| -------- \| \| D \| 49° 12′ S, 55° 18′ O / 49.2°S,55.3°O \| 13 km \| \| E \| 49° 54′ S, 57° 36′ O / 49.9°S,57.6°O \| 5 km \| \| F \| 50° 00′ S, 53° 30′ O / 50.0°S,53.5°O \| 9 km \| \| G \| 49° 36′ S, 53° 48′ O / 49.6°S,53.8°O \| 7 km \| |          |
| Nasmyth | Coordenades | Diàmetre |
| D       | 49° 12′ S, 55° 18′ O / 49.2°S,55.3°O | 13 km    |
| E       | 49° 54′ S, 57° 36′ O / 49.9°S,57.6°O | 5 km     |
| F       | 50° 00′ S, 53° 30′ O / 50.0°S,53.5°O | 9 km     |
| G       | 49° 36′ S, 53° 48′ O / 49.6°S,53.8°O | 7 km     |